# Fössebad

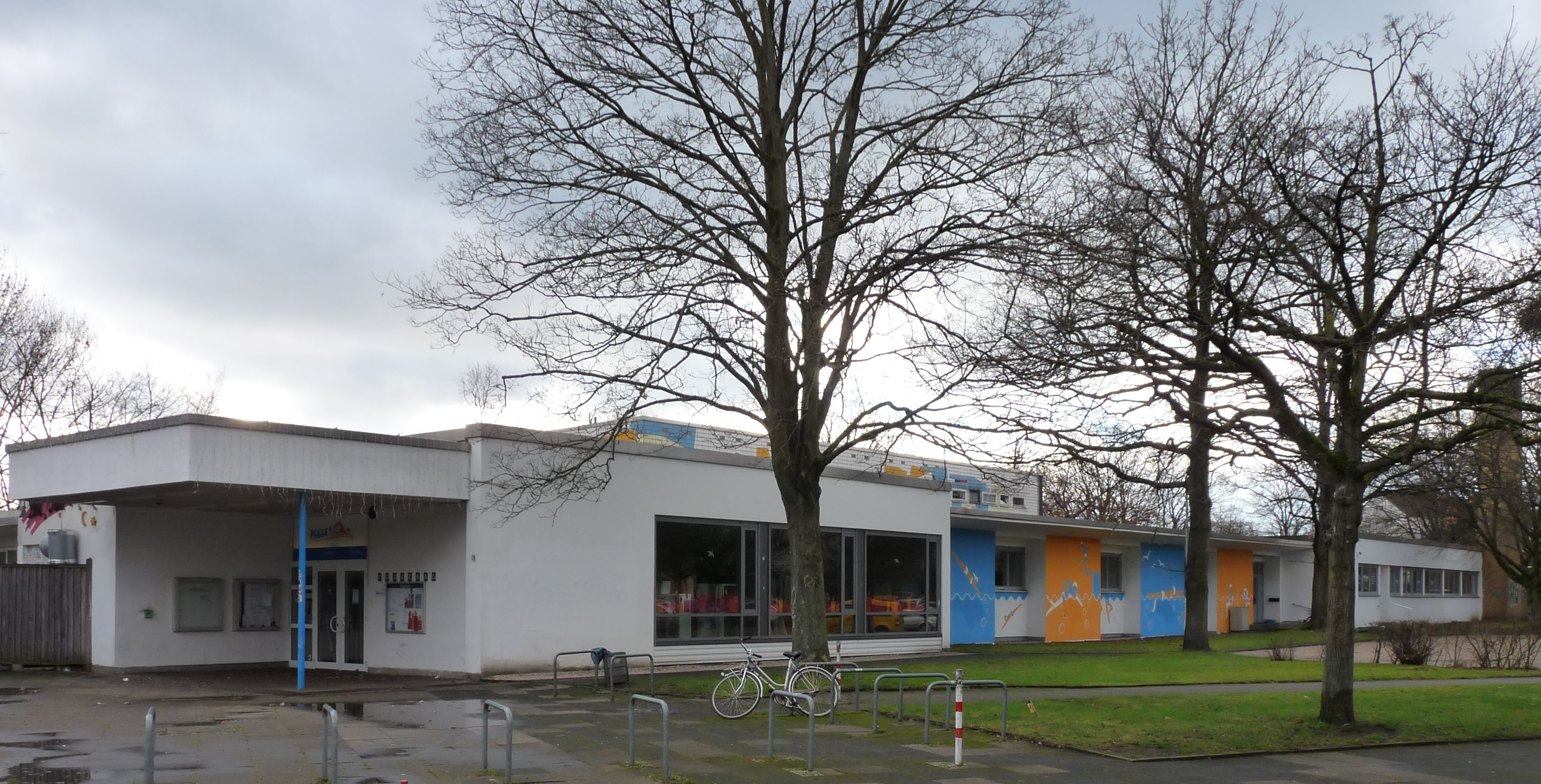
Straßenansicht des Fössebades

Das Fössebad ist ein Hallenbad im Stadtteil Limmer von Hannover. Es war bis zur Schließung der Außenbecken im Jahr 2012 ein kombiniertes Frei- und Hallenbad und damit die erste derartige Anlage in Deutschland.

## Geschichte

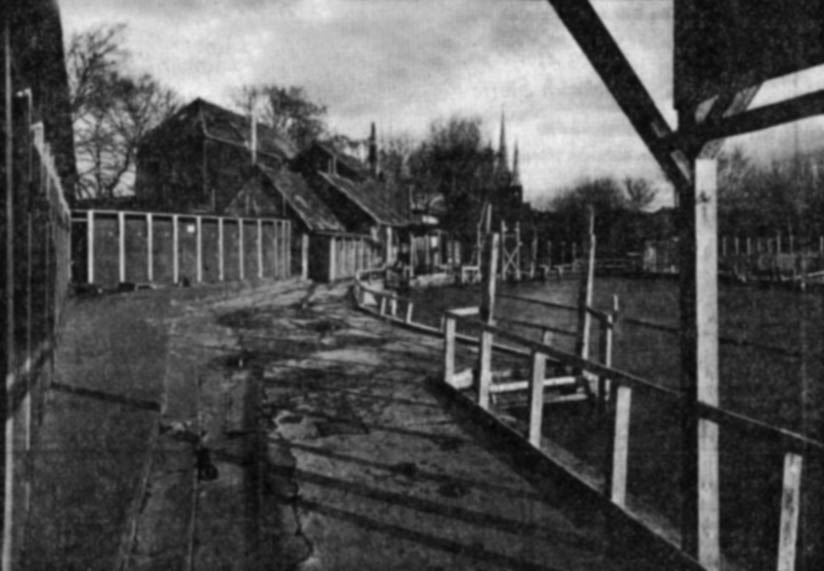
Das Fössebad um 1915; im Hintergrund die Bethlehemkirche

### Flussschwimmbad
Im Jahre 1838 entstand ein durch die Landdrostei Hannover konzessioniertes Flussschwimmbad in der unbebauten Landschaft an der Fösse. Das Gewässer markiert hier die Grenze der heutigen hannoverschen Stadtteile Limmer und Linden. Da der schwankende Wasserstand des kleinen Flüsschens das Baden nicht immer erlaubte, wurde es 1854 an der Badestelle aufgestaut. Das Wasser der Fösse war durch Auswaschungen der Salinen Egestorffshall und Neuhall stark salzhaltig, was damals den Beinamen „Solebad“ einbrachte.
Nach einem Pächterwechsel wurde das Bad im Jahr 1876 zu einem 150 m langen und 30 m breiten Schwimmbecken erweitert und die Umgebung als Park gestaltet.
1955 wurde das bis dahin privat betriebene Fössebad aufgrund zunehmender Verschmutzung dieses Nebenflusses der Leine geschlossen.

### Hallenfreibad

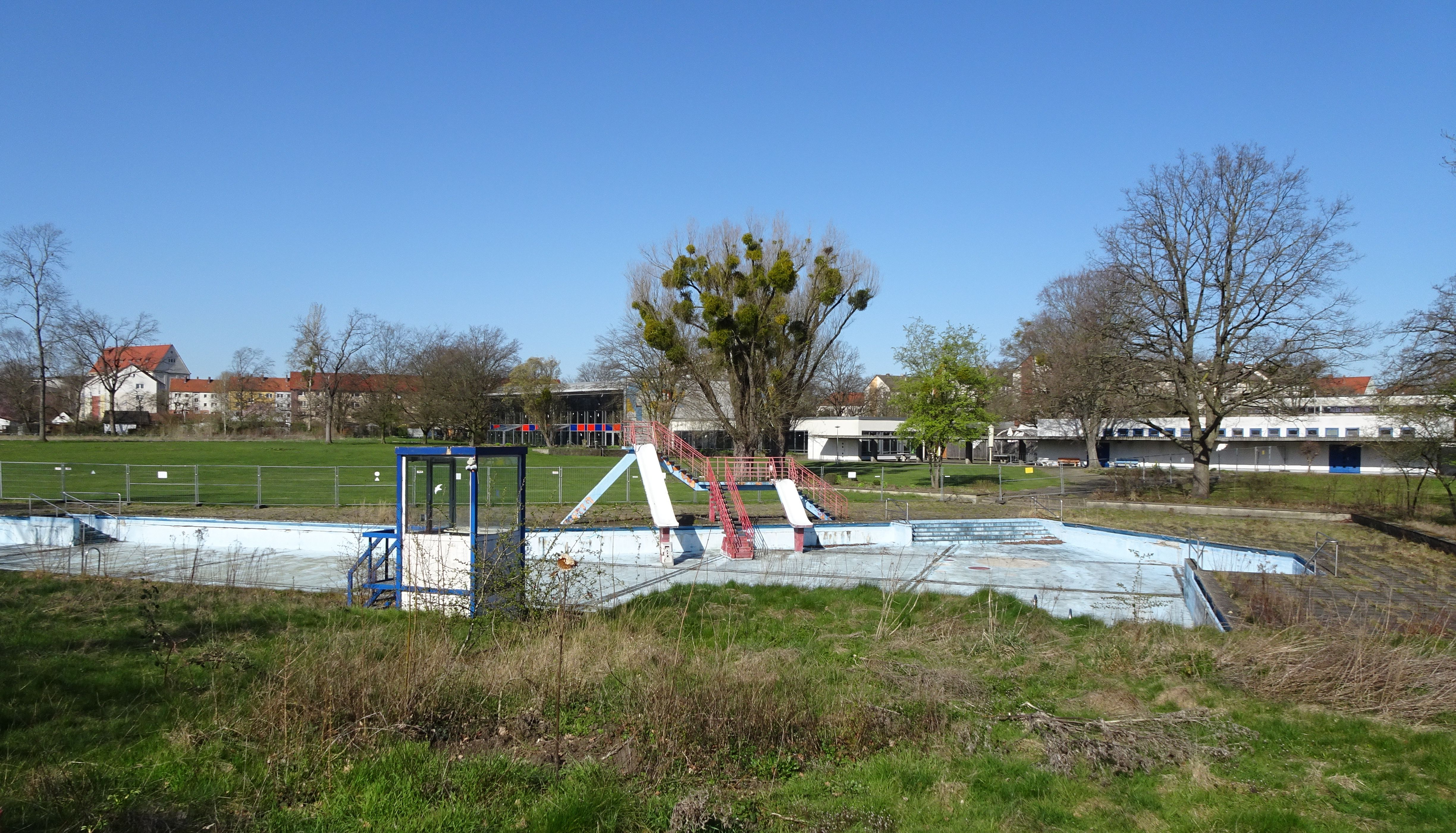
Liegewiese und gesperrtes Freibecken (2020)

1955 entschloss sich der Rat der Stadt im Rahmen seines Flächennutzungsplanes für diesen Stadtteil eine großzügige Hallenfreibadanlage zu schaffen. Für insgesamt 5 Mio. DM wurde unter der Leitung von Heinz Goesmann von 1956 bis 1960 an gleicher Stelle das nun mit Trinkwasser gespeiste städtische Fössebad als erstes kombiniertes Hallen- und Freibad der Bundesrepublik Deutschland errichtet.
Das Bad besteht aus
- einer großen Schwimmhalle mit einem durchgehend 1,90–3,98 m tiefen 12,5 × 25 m Schwimmbecken, einer 1–3 m Sprunganlage und einer Zuschauergalerie für 150 Personen,
- einem Lehr‑ bzw. Nichtschwimmerbecken von 6 × 12,5 m (vom Hauptbecken getrennt),
- einer Sauna mit grünem Innenhof und Außen‑Tauchbecken sowie
- einem als Nichtschwimmerbecken von 1100 m² ausgeführten Freibad (2012 geschlossen[3]).

Der jahrelange Aufschub von Sanierungsarbeiten in den 1980er Jahren bewirkte eine drohende Schließung, die von Protestveranstaltungen und Unterschriftenaktionen begleitet wurde.
1993 folgte die Gründung der Fössebad-Betriebs GmbH, die schließlich die Trägerschaft von der Stadt Hannover übernahm und vier Jahre später die Erneuerung von Dachbauten, Wasseraufbereitungsanlagen und der Glasfront ermöglichte.
2005 wurde der Förderverein Fössebad mit dem Ziel gegründet, das Fössebad für die Öffentlichkeit, Schulen und Vereine zu erhalten.

### Neubaupläne

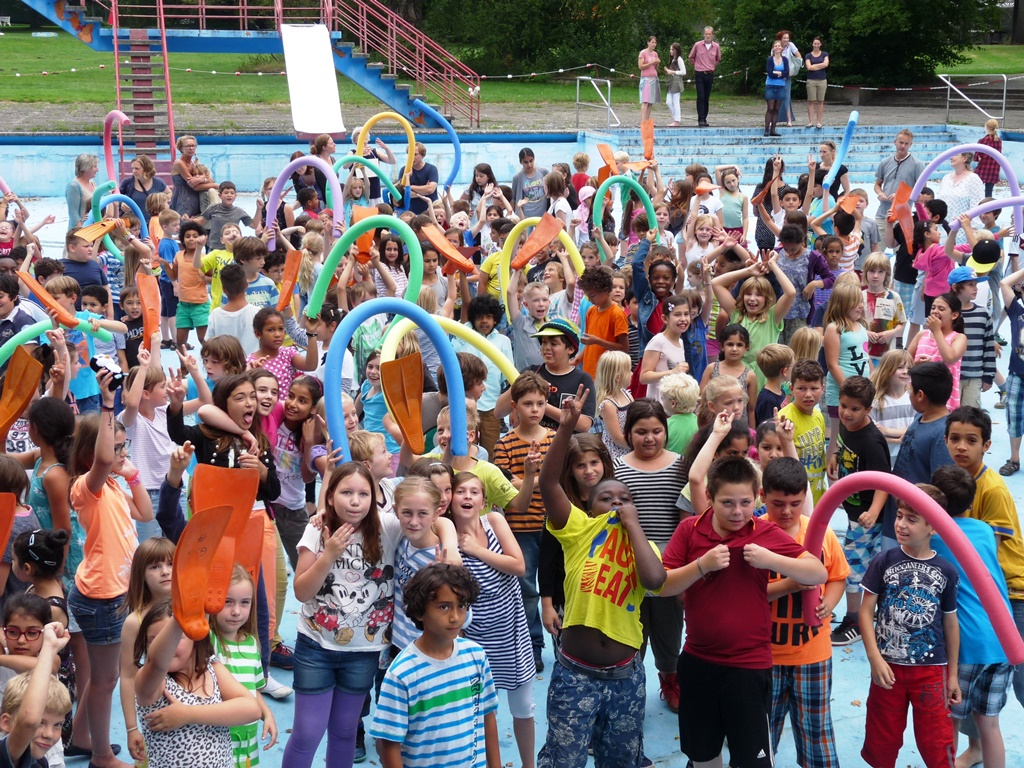
Kinderprotest gegen Schließung des Freibades 2014

Im September 2017 beschloss der Rat der Stadt Hannover den Abriss und Neubau des Fössebads, das auch als Wettkampfarena für Leistungssport und damit als Ausweichmöglichkeit zum Stadionbad dienen soll, das diese Aufgabe bisher allein übernehmen muss und Anfang der 2020er Jahre längere Zeit wegen Sanierung geschlossen sein wird. Ungeklärt waren im Mai 2019 weiterhin der Zeitraum von Abriss und Neubau, der Verbleib des alternativen Musikzentrums Béi Chéz Heinz, welches im ehemaligen Fahrradkeller des Fössebads eingerichtet ist, und die Größe der Tribüne des neuen Fössebads, die eventuell für Champions-League-Spiele im Wasserball geeignet sein soll.
Nach längeren Diskussionen hatte sich zudem im Herbst 2018 eine Ratsmehrheit dafür herausgebildet, zusätzlich ein neues Außenbecken zu bauen, so dass das Fössebad wieder zum Kombibad würde.
Anfang 2021 wurde die Absicht der Stadtverwaltung bekannt, den etwa 30 Millionen Euro teuren Neubau auf das Jahr 2029 zu verschieben.